# Saison 1 de Mystère Zack

La première saison de Mystère Zack a été diffusée entre le 17 septembre 2000 et le 2 avril 2001.

## Épisodes
| № | #  | Titre                                                                | Réalisation      | Scénario               | Première diffusion | Première diffusion | Code de prod. |
| № | #  | Titre                                                                | Réalisation      | Scénario               | États-Unis         | France             | Code de prod. |
| --- | -- | -------------------------------------------------------------------- | ---------------- | ---------------------- | ------------------ | ------------------ | ------------- |
| 1 | 1  | Bibliothèque de malheur Library of No return                         | EJ Thompson      | Kathy Slevin           | 17 septembre 2000  | 8 septembre 2003   | 1.01          |
| Zack oublie de rendre le livre d'Alice au pays des merveilles à la bibliothèque. Lorsqu'il le retrouve enfin, l'ouvrage est complètement détérioré et les personnages tentent de lui faire un procès. Seuls Spence et Cam peuvent lui éviter ce tourment en identifiant le réel coupable : Vernon. |    |                                                                      |                  |                        |                    |                    |               |
| 2 | 2  | Voix au chapitre You don't say                                       | William Fruet    | James Nadler           | 18 septembre 2000  | 9 septembre 2003   | 1.02          |
| Le principal Killerby a récemment été nommé à la tête du lycée Horace White. Sa fille Gwen devient alors la seule élève de sexe féminin admise dans le collège. Du côté de Zack, il s'essaye au ventriloquisme mais sa voix décide de lui échapper et de lui jouer des tours.                      |    |                                                                      |                  |                        |                    |                    |               |
| 3 | 3  | Toute une école It's a wonderful school                              | Michael De Carlo | Kathy Slevin           | 25 septembre 2000  | 10 septembre 2003  | 1.03          |
| Zack perd aux élections de délégués de classe face à Vernon. Alors qu'il s'emporte contre une machine à voter, il se retrouve propulsé dans une réalité parallèle où Vernon a pris l'école en son pouvoir.                                                                                         |    |                                                                      |                  |                        |                    |                    |               |
| 4 | 4  | Silence, je lis vos paroles Quiet, i'm reading your mind             | John Bell        | Kathy Slevin           | 2 octobre 2000     | 11 septembre 2003  | 1.04          |
| Après un choc électrique, Zack se voit affublé du don de télékinésie. |    |                                                                      |                  |                        |                    |                    |               |
| 5 | 5  | Dimension chaussette Sock World                                      | William Fruet    | James Nadler           | 9 octobre 2000     | 12 septembre 2003  | 1.05          |
| En essayant de récupérer une chaussette de valeur sentimentale, Zack se retrouve coincé dans une dimension remplie de chaussettes égarées. Gwen est absente de cet épisode et Vernon apparaît seulement dans une minuscule scène.                                                                  |    |                                                                      |                  |                        |                    |                    |               |
| 6 | 6  | Rembobinage au complet Total rewind                                  | Michael de Carlo | Kathy Slevin           | 16 octobre 2000    | 15 septembre 2003  | 1.06          |
| Dan achète au père de Vernon un magnétoscope cachant des aliens voulant faire de Vernon leur prochain spécimen humain à disséquer... |    |                                                                      |                  |                        |                    |                    |               |
| 7 | 7  | Le chien qui parlait trop Loose Lips : A Dog Story                   | John Bell        | Kathy Slevin           | 23 octobre 2000    | 16 septembre 2003  | 1.07          |
| Zack s'aperçoit qu'il peut communiquer avec les chiens seulement lorsque ceux-ci sont à bord d'un véhicule en état de marche. Vernon est absent de cet épisode qui est aussi le seul épisode dans lequel Cam n'apparaît pas.                                                                       |    |                                                                      |                  |                        |                    |                    |               |
| 8 | 8  | Jeu interactif Crypt seeker                                          | Ross Clyde       | Chris Dickie           | 30 octobre 2000    | 17 septembre 2003  | 1.08          |
| Tara Bond, l'héroïne d'un nouveau jeu vidéo s'échappe de son univers virtuel et entreprend de séduire Dan. En parallèle, Spence se retrouve piégé à l'intérieur du jeu. |    |                                                                      |                  |                        |                    |                    |               |
| 9 | 9  | Faites un vœu Misfortune Cookie                                      | John Bell        | James Nadler           | 13 novembre 2000   | 18 septembre 2003  | 1.09          |
| Zack a un biscuit Chinois qui lui prédit que tous ses vœux se réaliseront... |    |                                                                      |                  |                        |                    |                    |               |
| 10 | 10 | Cours, Zack Cours Run, Zack, Run                                     | Ron Oliver       | [Kathy Slevin          | 20 novembre 2000   | 19 septembre 2003  | 1.10          |
| Zack enfile des chaussures sataniques qui le font courir sans s'arrêter. |    |                                                                      |                  |                        |                    |                    |               |
| 11 | 11 | Cent fois sur le métier Déjà Vudoo                                   | William Fruet    | Kathy Slevin           | 27 novembre 2000   | 22 septembre 2003  | 1.11          |
| Lors de la fête d'anniversaire de Gwen, Zack se ridiculise en voulant séduire une fille. Il va alors tenter de remonter le temps grâce aux boutons de la caméra de Spence. |    |                                                                      |                  |                        |                    |                    |               |
| 12 | 12 | Je suis trop jeune pour être mon père But I'm too young to be my dad | Ross Clyde       | Kathy Slevin           | 15 janvier 2001    | 23 septembre 2003  | 1.12          |
| Le fils de Zack revient très loin du futur pour lui demander de l'aide. Vernon est absent de cet épisode. |    |                                                                      |                  |                        |                    |                    |               |
| 13 | 13 | Double photo Photo double                                            | Craig Pryce      | Kathy Slevin           | 8 janvier 2001     | 24 septembre 2003  | 1.13          |
| Le jour de la photo de classe, Zack devient prisonnier d'une carte d'identité à cause d'une bobine vaudou e. |    |                                                                      |                  |                        |                    |                    |               |
| 14 | 14 | Mauvaise graine One Bad Seed                                         | Ron Oliver       | Sheila Prescott Vessey | 4 décembre 2000    | 25 septembre 2003  | 1.14          |
| Zack se plaint de sa petitesse durant un match de basket. Il avale accidentellement un pépin d'orange et grandit jusqu'à se transformer en arbre. |    |                                                                      |                  |                        |                    |                    |               |
| 15 | 15 | Mangez des fibres Fiber !                                            | Gail Harvey      | Katayoun A Marciano    | 1er janvier 2001   | 26 septembre 2003  | 1.15          |
| Les céréales que Zack mange le font vieillir de dix ans chaque minute. |    |                                                                      |                  |                        |                    |                    |               |
| 16 | 16 | Anchois maléfique Anchovy of Doom                                    | Craig Pryce      | Kathy Slevin           | 22 janvier 2001    | 29 septembre 2003  | 1.16          |
| Zack dispose désormais du pouvoir de rétrécir ses amis lorsque Gwen et Dickie se retrouvent prisonniers d'un terrarium. |    |                                                                      |                  |                        |                    |                    |               |
| 17 | 17 | Le trac Exit stage fright                                            | John Bell        | Kathy Slevin           | 29 janvier 2001    | 30 septembre 2003  | 1.17          |
| Zack et ses amis perdent littéralement leurs pantalons en essayant de visualiser positivement leur trac. |    |                                                                      |                  |                        |                    |                    |               |
| 18 | 18 | L'énigmatique talisman Talented Mr Talisman                          | William Fruet    | Chris Dickie           | 5 février 2001     | 1er octobre 2003   | 1.18          |
| Zack emprunte le talisman de Gwen afin que son père soit protégé d'une malchance persistante. Mais Gwen est à son tour victime de déveine. |    |                                                                      |                  |                        |                    |                    |               |
| 19 | 19 | Étincelles Sparkins                                                  | William Fruet    | Kathy Slevin           | 12 février 2001    | 2 octobre 2003     | 1.19          |
| Zack créé des étincelles qui rendent son entourage amoureux. Vernon est absent de cet épisode. |    |                                                                      |                  |                        |                    |                    |               |
| 20 | 20 | C'est ta conscience qui te parle This is your conscience calling     | John Bell        | Kathy Slevin           | 19 février 2001    | 3 octobre 2003     | 1.20          |
| Zack fait preuve d'immaturité en dépensant son argent sans compter, jusqu'à ce que sa conscience décide d'intervenir en lui passant un coup de fil. |    |                                                                      |                  |                        |                    |                    |               |
| 21 | 21 | L'échange The Switch                                                 | Harvey Crossland | Peter Colley           | 26 février 2001    | 6 octobre 2003     | 1.21          |
| Zack et Vernon échangent leurs corps à la sortie d'un musée. Si Vernon récupère vite son enveloppe charnelle, Zack finit par se retrouver dans le corps de Charles, le serviteur de Vernon. Gwen est absente de cet épisode.                                                                       |    |                                                                      |                  |                        |                    |                    |               |
| 22 | 22 | La dernière ligne The Bottom Line                                    | Ross Clyde       | Lauriane T Overton     | 5 mars 2001        | 7 octobre 2003     | 1.22          |
| Zack obtient de nouvelles lunettes lui permettant de voir le futur. |    |                                                                      |                  |                        |                    |                    |               |
| 23 | 23 | Parti ! Gone !                                                       | Ross Clyde       | James Nadler           | 12 mars 2001       | 8 octobre 2003     | 1.23          |
| Zack boit l'encre de sympathie faite avec du jus de citron dont Gwen se sert pour écrire son journal intime et devient invisible. Dan est absent de cet épisode. |    |                                                                      |                  |                        |                    |                    |               |
| 24 | 24 | C'est une vraie jungle ici ! It's a jungle in there                  | William Nadler   | Michael Fruet          | 20 mars 2001       | 9 octobre 2003     | 1.24          |
| Zack oublie de nourrir le chat de la voisine et d'arroser les plantes de son appartement. L'endroit devient invivable. |    |                                                                      |                  |                        |                    |                    |               |
| 25 | 25 | Mon appartement A Place of My Own                                    | Craig Pryce      | Sheila Prescott        | 27 mars 2001       | 10 octobre 2003    | 1.25          |
| Zack obtient son propre appartement, ce qui ne sera pas sans conséquences négatives. |    |                                                                      |                  |                        |                    |                    |               |
| 26 | 26 | Devine qui vient dîner ? My dinner with Grampa                       | John Bell        | Kathy Slevin           | 2 avril 2001       | 13 octobre 2003    | 1.26          |
| Zack doit jouer les médiateurs entre lui et son grand-père disparu au cours d'un dîner familial. Vernon est absent de cet épisode. |    |                                                                      |                  |                        |                    |                    |               |